# Дрост, Франк
Франк Дрост нидерл. Frank Drost; род. 26 июля 1953) — нидерландский шашист, спортивный журналист, шашечный теоретик. Национальный гроссмейстер и международный мастер. Чемпион Голландии (1978), победитель национальных юниорских первенств (1967 и 1968). Третий призёр чемпионата Европы в 1974 году. Участник чемпионата мира 1978 (8 место). Выступал за клубы Huizum и  Lent.
Он основал системы Дроста (жертву центральной шашки в дебюте Розенбурга и нападения на шашку противника). С 1973 по 2001 год он был редактором шашечной рубрики газеты Trouw. В 1980 году в возрасте 27 лет он оставил большой спорт. Завершающим стал зональный турнир к чемпионату мира в мае 1980 года.
FMJD-Id: 10856